# Кумицька кухня
Кумицька кухня — національна кухня кумиків, яка веде свою історію від традицій стародавніх тюрків. Особливо значний вплив на неї мали степові кочові народи, зокрема хозари та половці. Вона доволі консервативна, кумики зберігають свої кулінарні вподобання й звичаї зі Середньовіччя.

## Особливості

### Продукти
Традиційними продуктами для кумиків, що запозичені від тюрків й відомі ще тисячі років тому, є баранина, пшениця, к'аурмак (смажена пшениця), арпа (ячмінь), дюгю (рис), просо, горох, цибуля, часник, виноград, яблуко, дикорослі прянощі та ароматична зелень, сют (молоко), увуз (молозиво), айран (розбавлене водою кисле молоко), к'аймак (домашній сир), к'атик (кисле молоко) та к'урут (йогурт), бемез (виноградний сироп), май (масло), чаг'ир (вино), сірке (оцет), чьорек і екмек (хліб), ун (борошно).
Здавен[коли?] у кумиків у раціоні переважала овече, кобиляче і верблюдяче молоко, з якого вони готували різні страви та напої. Масло збивали в шкіряних лантухах і глиняному посуді з розбавленого водою к'атика. Залишок у вигляді айрану вживали як напою. Свіжий к'атик, висушений на сонці, називався к'урут.

### Основні страви
Формами обробки є запікання (часто у попелі), смаження та варіння.
До XX ст. повсякденною їжею значної частини населення були пісні страви — супи, каші (чілав, тахана), іноді заправлені баранячим або яловичим жиром, а також ячмінний хліб. Великою підмогою в харчуванні бідноти були овочі й трави, якими начиняли пироги, що готувалися часом без усіляких жирів й м'яса. М'ясні страви та пшеничний хліб їли тільки на свята.
Популярним є суп шорпа. Існує м'ясна, пісна та молочна шорпа. Для почесних гостей та знаті готувалася шорпа, приготовлена з осетрини з додаванням різних трав і прянощів. Готують також суп-юшку з товченої пшениці — булк'а шорпа, заправлену к'атиком, часником і сушеної м'ятою. Знаною є також бурчак-шорпа (суп з квасолею). Особливістю цих супів є те, що м'ясо подається окремо від бульйону з травами, цибулею та томатами. Як в інших етносів Дагестану доволі популярним є використання для виготовлення різних страв є сушене м'ясо (кукурудзяні галушки).
З других страв поширені пельмені (кюрге), голубці (долма), плов (аш), шашлик (чішмик), м'ясні соуси (бозбаш та к'увурма), пироги (чуду).
Борошно використовується пшеничне, ячмінне та кукурудзяне. Одних лише місцевих сортів хліба існує більше семи. Хліб (чьорек), випікається в глиняних печах — тандир або кьорюках, а коржики (к'алач) під шаром гарячої золи, дюрмек або чуду (масло з сиром, загорнуті в тонкий корж). Доволі популярними є чуду з халіяром (дикою цибулею), чуду з сиром (чій бишляк чуду), чуду з тельбухами, чуду з м'ясом (ед чуду), чуду з гарбузом (к'абак чуду). Знаною кумицькою стравою є пуршун на кшталт оладків (з кислого молока, сметани, запікається у духовці). Готуються каші-чілав з рису, кукурудзяного або пшеничного борошна, звареної на воді або молоці. Інша рідка каша (тахана) зі смаженого на маслі пшеничного борошна.
М'ясо готується у відварному і смаженому вигляді. Ласою стравою вважався шашлик, який готувався на рожні (шиші). Здавна[коли?] відомий вид шашлику зі шматків баранини, загорнутих в шкуру і спечених на гарячій золі (кюллеме). Одним з популярних є різні види курзе — з кропиви, сиру, м'яса, тельбухів, яєць. Доволі відомим є кумицький хінкал, який раніше звався тутмач. Його відмінністю від аварського хінкала є те, що у кумиків воно готується на прісному тісті. Для іншого виду — тонкого хінкалу — використовують оцет. Іншими м'ясними стравами є долма (фаршироване м'ясо, обгорнутих у виноградне листя), к'уурма (смажене м'ясо баранини), к'ийма (дрібно нарізане смажене м'ясо), буг'лама (м'ясо, зварене на пару), кулпелі (м'ясо, запечене в попелі), сохта (з баранячої печінки з додаванням кураги).
Кумики ще у XVII ст. володіли секретами консервування як молочних, так і м'ясних продуктів (бастурма, долдурма, к'олбас). На думку етнографів, найбільш стародавнім молочним продуктом, що заготовляли на зиму, був к'урут. Для цього сюзме (зціджений к'атик) і сіль розмішували, формували невеликі кульки й розкладали їх, накривши марлею, на сонце. У зимовий час к'урут розчиняли в гарячій воді та використовували для приготування різних страв.
Популярною стравою є корюк гоймак (яєчня з яєць, що збовтані). Широко використовується рис (дюгю), з якого готують відомий плов по-кумицький. Його особливістю є додавання картоплі, кишмиша (або солодкої кураги), топленого масла.
У всі страви, крім молочних, кладуть у великій кількості цибулю (влітку зелену), перець, сушену курагу, кислу пастилу зі слив або дикої аличі, або замість неї — кисле повидло з кизилу.

## Фрукти й смаколики
Значне місце в їжі кумиків займають фрукти, виноград і ягоди. Фрукти вживаються традиційно у свіжому вигляді, з них також готуються різні солодощі. Так, виноградний сироп використовувався для приготування патоки під назвою бекмез. Кумики на десерт подають різні види халви (гьаліва) — ун гьаліва; к'оз гьаліва; тушап гьаліва; ілашг'и гьаліва; кенніраш гьаліва; к'урмач гьаліва. З начинкою з халви печуть печиво (гюлеме).

## Напої
Поряд з різними видами місцевого вина з винограду готують ж безалкогольні напої — цікнай, муселлес (обидва представляють собою кип'ячений виноградний сік), тушап — виноградний мед. Каву кумики запозичили від турків (в часи присутності османської імперії на Кавказі). Від калмиків та ногайців було запозичено використання чаю, потім від росіян — какао. Втім останнє не дуже популярне серед населення. Своєрідністю відрізняється чай по-кумицьки (калмук чай), що готується з калмицького чаю, незбираного молока, солі, перцю, вершкового масла.